# Nikolaj von Essen

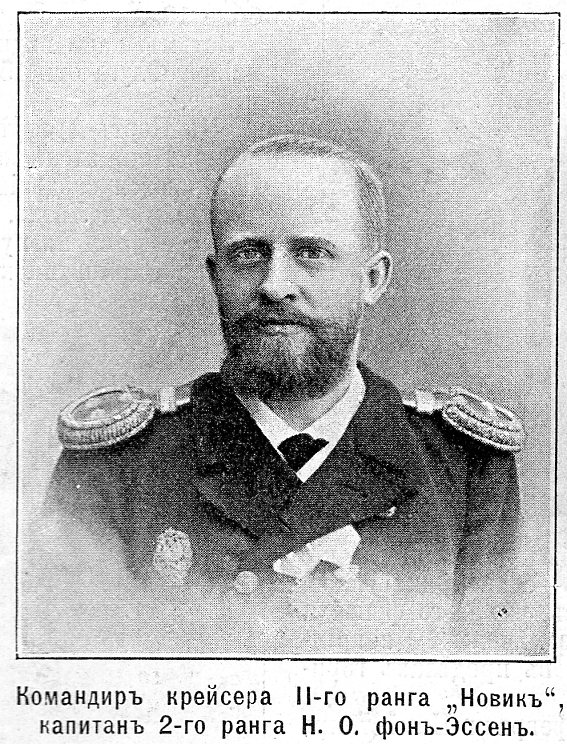
Nikolaj von Essen (1904)

Nikolaj Ottovitj von Essen (Николай Оттович фон Эссен) född 11 december (23 december enligt gregoriansk kalender) 1861 i Sankt Petersburg (i dåv. Ryska riket), död 7 maj (20 maj enligt gregoriansk kalender) 1915 i Tallinn (i lunginflammation), var en rysk (balttysk) sjömilitär och amiral, befälhavare över Baltiska flottan från 1909 fram till sin död 1915.
von Essen utmärkte sig under Rysk-japanska kriget som fartygschef på slagskeppet Sevastopol. Han var kritisk mot krigets genomförande och den ryska ledningen, i synnerhet Wilhelm Vithöft. I konfliktens efterdyningar gjorde von Essen snabb karriär. Tillsammans med sin stabschef Aleksandr Koltjak utformade von Essen en offensiv och relativt lyckad doktrin som förverkligades det första krigsåret av Första världskriget. Han anses vara en av de mer dugliga ryska sjömilitärerna under kriget även om den ryska ledningen ville använda flottan mer försiktigt och defensivt för skydd av i första hand Finska viken och Sankt Petersburg.
Mest känd i Sverige är von Essen för sin intention att vid krigsutbrottet 1914 med vapenmakt blockera den svenska flottan. Hans bedömning var felaktigt att Sverige skulle sluta upp på Tysklands sida och inkomna rapporter kunde tydas som om svenska och tyska sjöstyrkor ämnade förenas. Den 9 augusti (8 dagar efter krigsutbrottet) avseglade hans eskader från Helsingfors med riktning mot Fårösund, Gotland. Den ryska ledningen återkallade dock eskadern innan den nådde fram. En säkerhetspolitiskt mycket farlig akt avvärjdes därmed.